# Nokia Sensor
Nokia Sensor était dans les années 2000 une application mobile développée par Nokia et intégrée dans plusieurs téléphones de la marque. Il permet de créer une sorte de mini "site Web" appelé "album" ou "folio" destiné à être partagé avec les plus proches utilisateurs de l'application. La technologie utilisée pour l'échange des données entre les différents Sensor est Bluetooth.
Les albums sont composés de quelques pages (souvent quatre) dont une page d'accueil, avec le titre du folio, un message de bienvenue et une image, ainsi qu'un livre d'or. Les autres pages peuvent contenir plusieurs champs (titre, contenu et éventuellement image). On peut imaginer utiliser l'application comme un blog simplifié, bien que la taille des champs est limitée.